# Саар
Саар (на френски: Sarre, френско произношение Сар; на немски: Saar, немско произношение Заар) е река в Североизточна Франция (126 km, департаменти Мозел и Долен Рейн) и Германия (120 km, провинции Саарланд и Рейнланд-Пфалц), десен приток на Мозел (ляв приток на Рейн). Дължина 235 km, площ на водосборния басейн 7431 km².

## Географска характеристика
Река Саар се образува на 265 m н.в., на 6 km южно от град Сарбур (департамента Мозел) от сливането на двете съставящи я реки Сар Бланш (лява съставяща) и Сар Руж (дясна съставяща, 27 km), водещи началото си от подножието на връх Донон в северната част на планината Вогези. На френска територия Саар тече предимно в северна посока, а на германска – на северозапад. Пресича Саарският въглищен басейн, след което в дълбока, на места проломна долина, с множество планински меандри пресича западните части на нископланинския масив Хунсрюк. Влива се отдясно в река Мозел (ляв приток на Рейн), на 126 m н.в., в град Конц, провинция Рейнланд-Пфалц.
Водосборният басейн на Саар обхваща площ от 7431 km², което представлява 26,4% от водосборния басейн на Мозел. Речната мрежа на реката е двустранно развита. На запад и североизток водосборният басейн на Саар граничи с водосборните басейни на реките Мьорт, Сей и други по-малки, десни притоци на Мозел, а на изток – с водосборните басейни на реките Ил, Модер, Сор, Лаутер, Шпаер и Нае (леви притоци на Рейн).
Основни притоци: леви – Нид (114 km, 1340 km²); десни – Блис (100 km, 1889 km²), Примс (91 km, 737 km²).
Мозел има предимно дъждовно подхранване със зимно-пролетно пълноводие и сравнително слабо изразено лятно маловодие. Среден годишен отток в долното течение 78.2 m³/sec.

## Стопанско значение, селища
В миналото реката е била много важна за областта, през която минава, заради производството на въглища, желязна руда и стомана. Суровите материали и готовите продукти се товарели на кораби и пътували по нея. Въпреки че в германската част на реката плаването е подобрено чрез задълбаване на коритото, построяване на бентове и канализиране, по нея в днешно време няма значим и голям корабен трафик. Сега реката е плавателна за плиткогазещи речни съдове до град Дилинген, а по-нагоре е шлюзована и чрез „Саарския канал“ се свързва с канала „Марна-Рейн“.
Долината на реката (особено в средното течение) е гъсто заселена, като най-големите селища са градовете: Сарбур, Фенетранж, Сар Юнион и Саргемин (Франция); Саарбрюкен, Фьоклинген, Саарлуи, Дилинген, Мерциг, Саарбург, Конц.